# Babin-Olędry
Babin-Olędry (Babin-Holendry) is een plaats in het Poolse district  Słupecki, woiwodschap Groot-Polen. De plaats maakt deel uit van de gemeente Strzałkowo en telt 140 inwoners.